# Fuerte de Ala Nova
El fuerte de Ala Nova es un antiguo fuerte de caballería romano (fuerte ala quinquagenaria para 500 jinetes) en la sección austriaca del limes panónico. Estaba situado en el municipio de Schwechat, Baja Austria, a pocos kilómetros al este de Viena. La zona del antiguo fuerte de caballería se extendía por el área de la actual plaza Alanova (Alanovaplatz), el cementerio y los terrenos de la cervecería en el distrito de Klein-Schwechat. El estacionamiento de una unidad móvil de caballería era estratégicamente necesario para asegurar mejor la amplia llanura entre Vindobona y Carnuntum a lo largo del Danubio y permitir una intervención rápida en caso de emergencia.
Ala Nova se construyó probablemente a finales del siglo II con fortificaciones de madera y tierra en la actual plaza Alanova. A principios del siglo III, se reconstruyó como un fuerte amurallado rectangular. Se conocen varias fases de remodelación durante el periodo de ocupación hasta el siglo V. Se sospecha la existencia de al menos un asentamiento civil (vicus) en la zona que rodea el fuerte, basándose en hallazgos individuales. Se descubrieron cementerios en la zona de la plaza principal de Schwechat y al sur del fuerte, en Frauenfeld. El monumento arqueológico forma parte del limes Danubiano, declarado Patrimonio de la Humanidad por la UNESCO, desde 2021. 

## Situación
```
Schwechat se encuentra en el extremo noreste de la 
cuenca de Viena
, en la desembocadura del río Schwechat en el 
Danubio
, y lleva el nombre de aquel. En el noroeste, la ciudad ha crecido junto con 
Viena
 en las últimas décadas y limita directamente con el día 11. Distrito de Viena (
Simmering
). En Schwechat se encuentra el aeropuerto de Viena (
aeropuerto de Viena-Schwechat
).
```

## Nombre

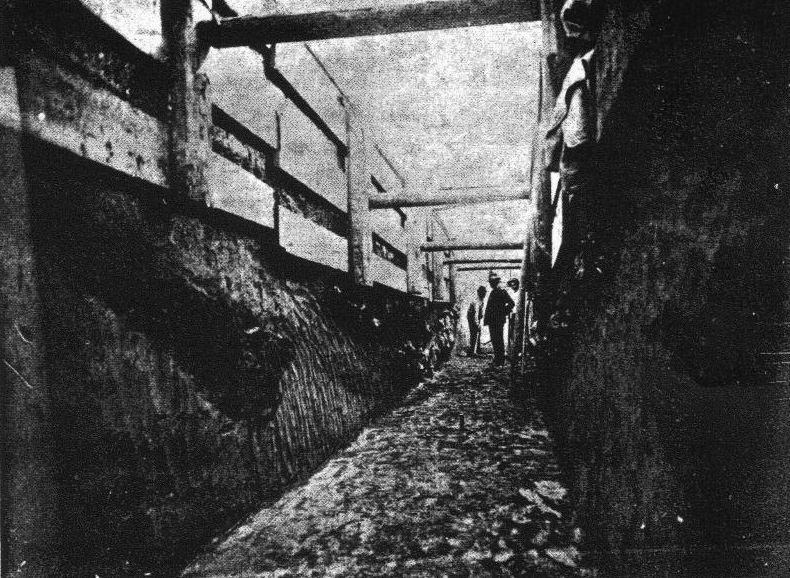
Perfil del foso puntiagudo del fuerte, descubierto durante la excavación de un canal de cerveza en 1910

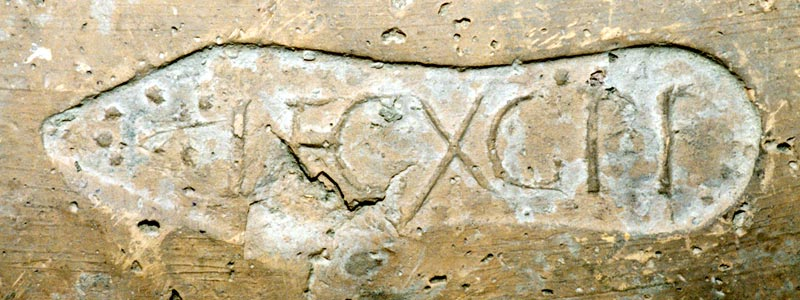
Sello de ladrillo con forma de suela de la Legio X Gemina, encontrado en 1910

Ala Nova significa división ecuestre recién formada (del latín ala = división ecuestre, nova = nueva).
Ala Nova aparece mencionada dos veces en la literatura antigua: el Itinerarium Antonini, un directorio de carreteras de alrededor del año 300 d. C., menciona Ala Nova cerca de Aequinoctio (Fischamend), un puesto que se encontraba casi exactamente a mitad de camino entre Vindobona y Carnuntum ("Aequinoctio et Ala Nova in medio Vindobona"). El Itinerarium da la distancia Carnuntum-Vindobona como 27 millas romanas, lo que corresponde a unos 40,5 kilómetros.
En la Notitia dignitatum, un manual administrativo del siglo V, también se menciona una Alanoua o Ala nova (junto con la última unidad estacionada allí, los équites Dalmatae Ala nova).

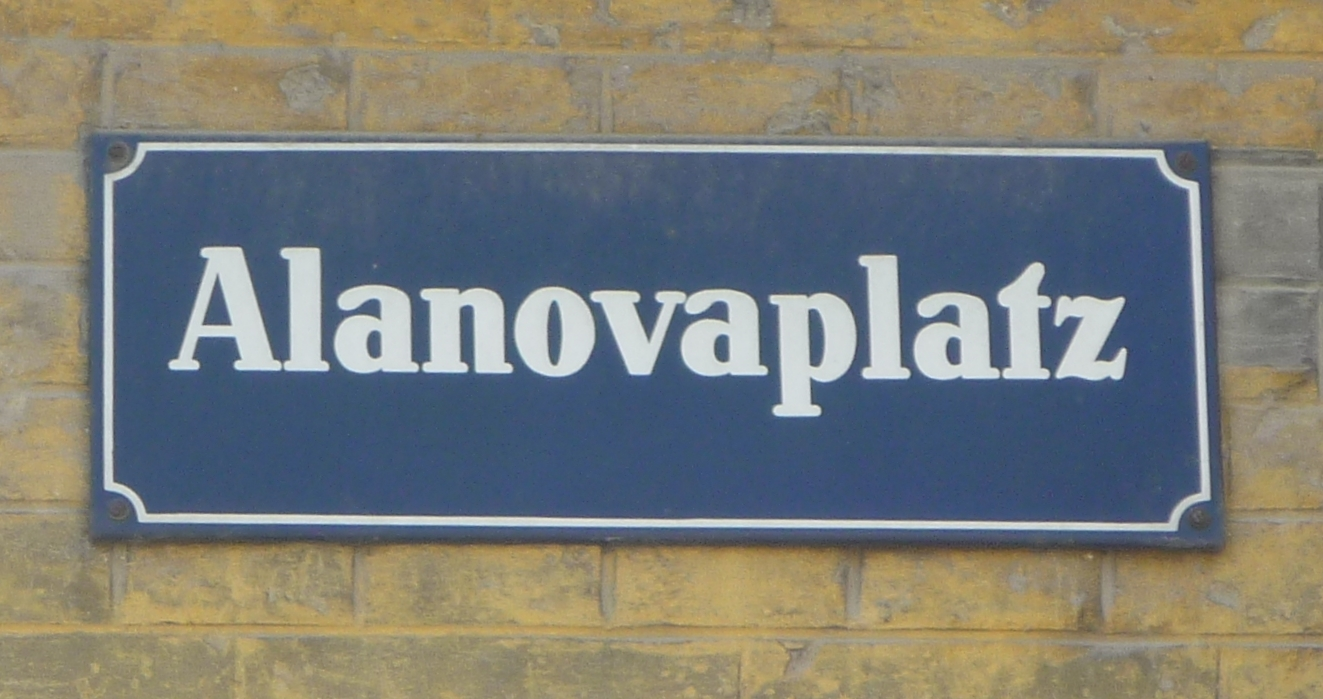
Placa de la plaza Alanova

En el año 98 d. C., el Ala I Flavia Britannica de Vindobona/Viena fue sustituida por la Legio XIII Gemina. Es posible que se tratara de un intento de asegurar adicionalmente la nueva base legionaria de Vindobona en su flanco sureste. Para ello se construyó un fuerte en Schwechat. El topónimo romano Ala Nova se remonta probablemente a una unidad de caballería (probablemente de reciente creación) estacionada en Schwechat. El nombre también podría derivar del hecho de que el nuevo campamento de caballería se construyó al norte de un campamento de tierra de madera existente en la orilla oeste del río Schwechat. Según Hannsjörg Ubl (1980), se plantea la cuestión de si el antiguo nombre Ala o Ala Nova podría remontarse a este antiguo campamento de madera y tierra.

### Primeras observaciones

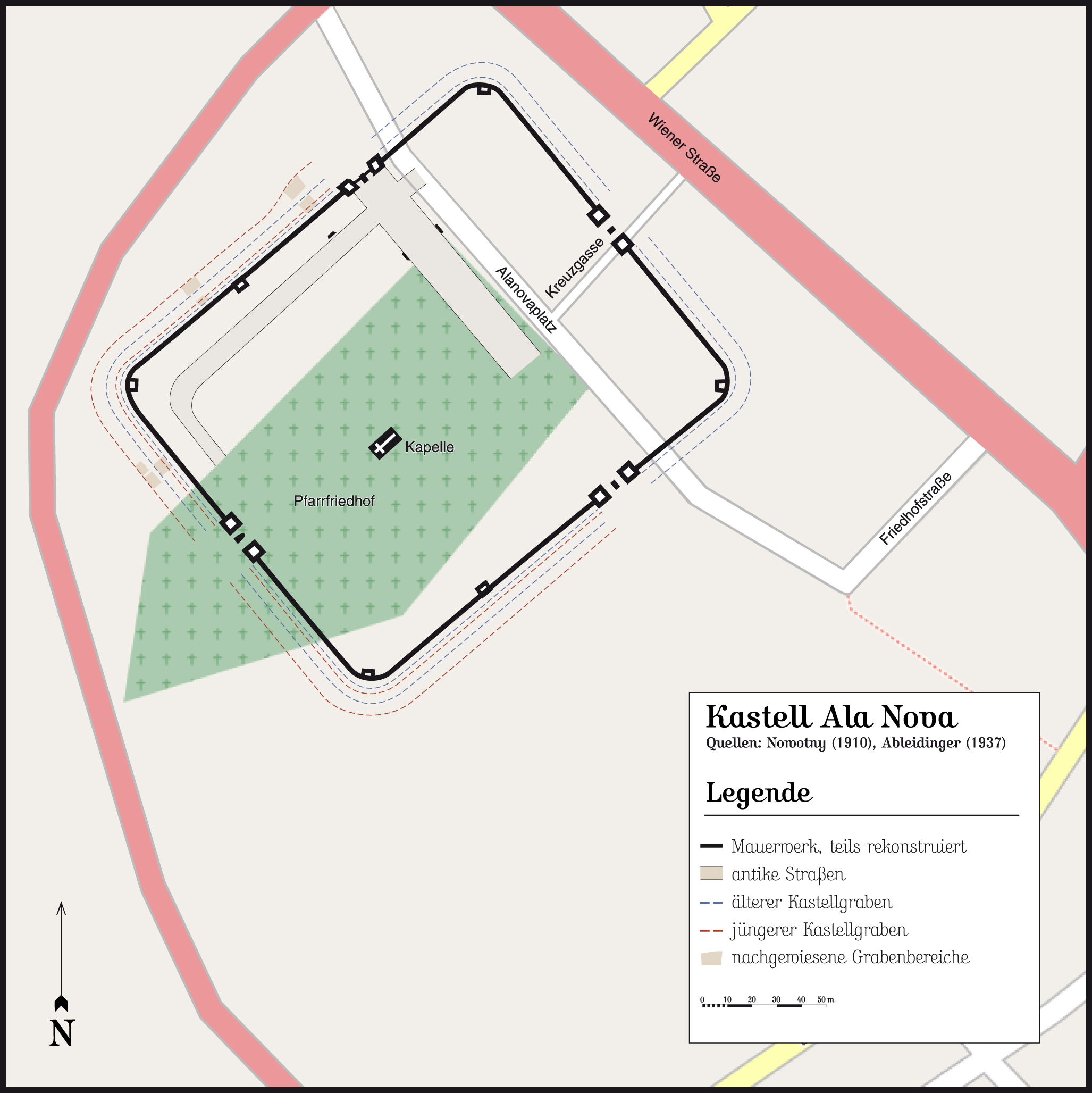
Fuerte Ala Nova según la investigación de Nowotny y Ableidinger

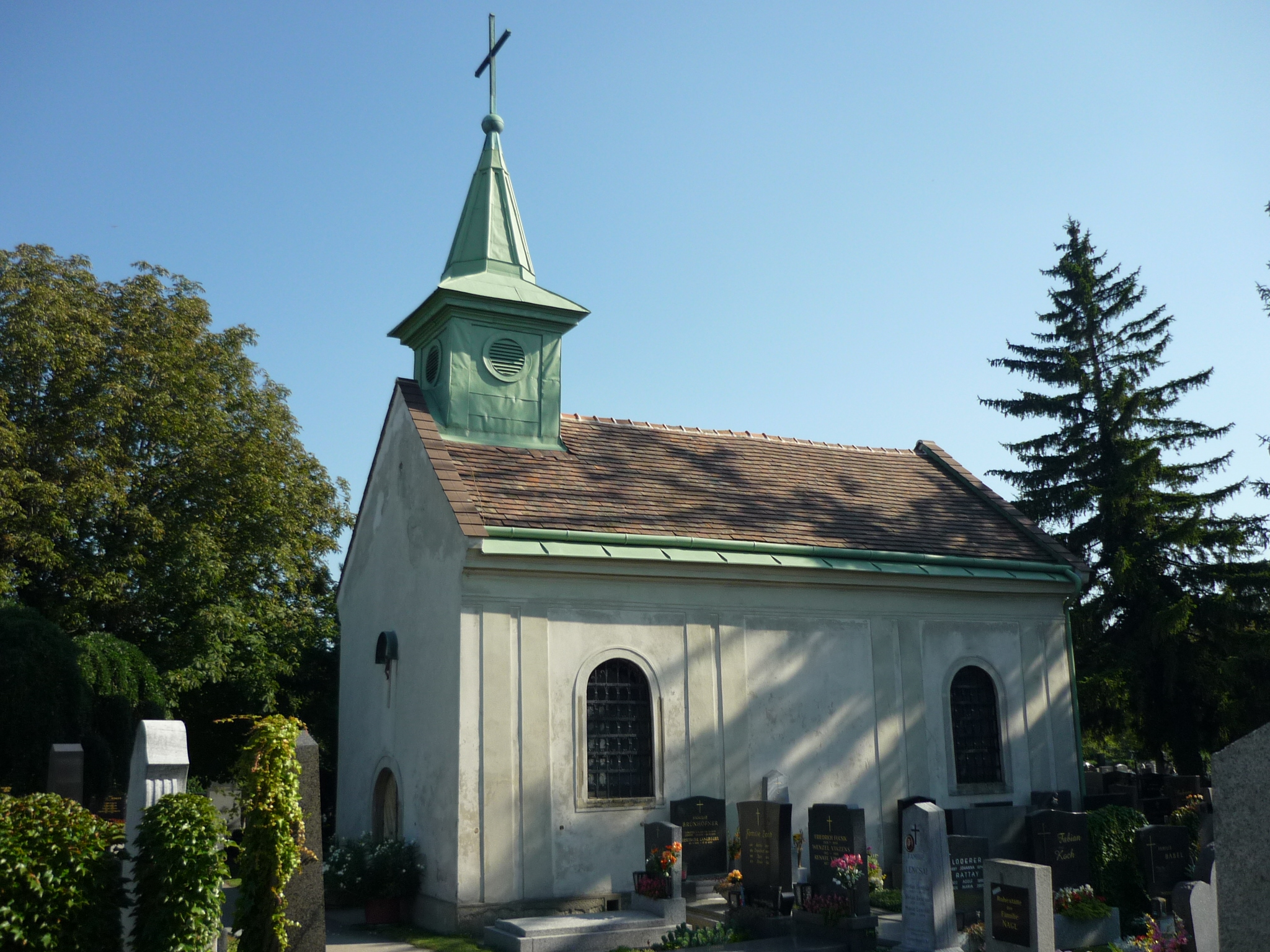
La capilla del cementerio se encuentra encima de los Principia del antiguo campo.

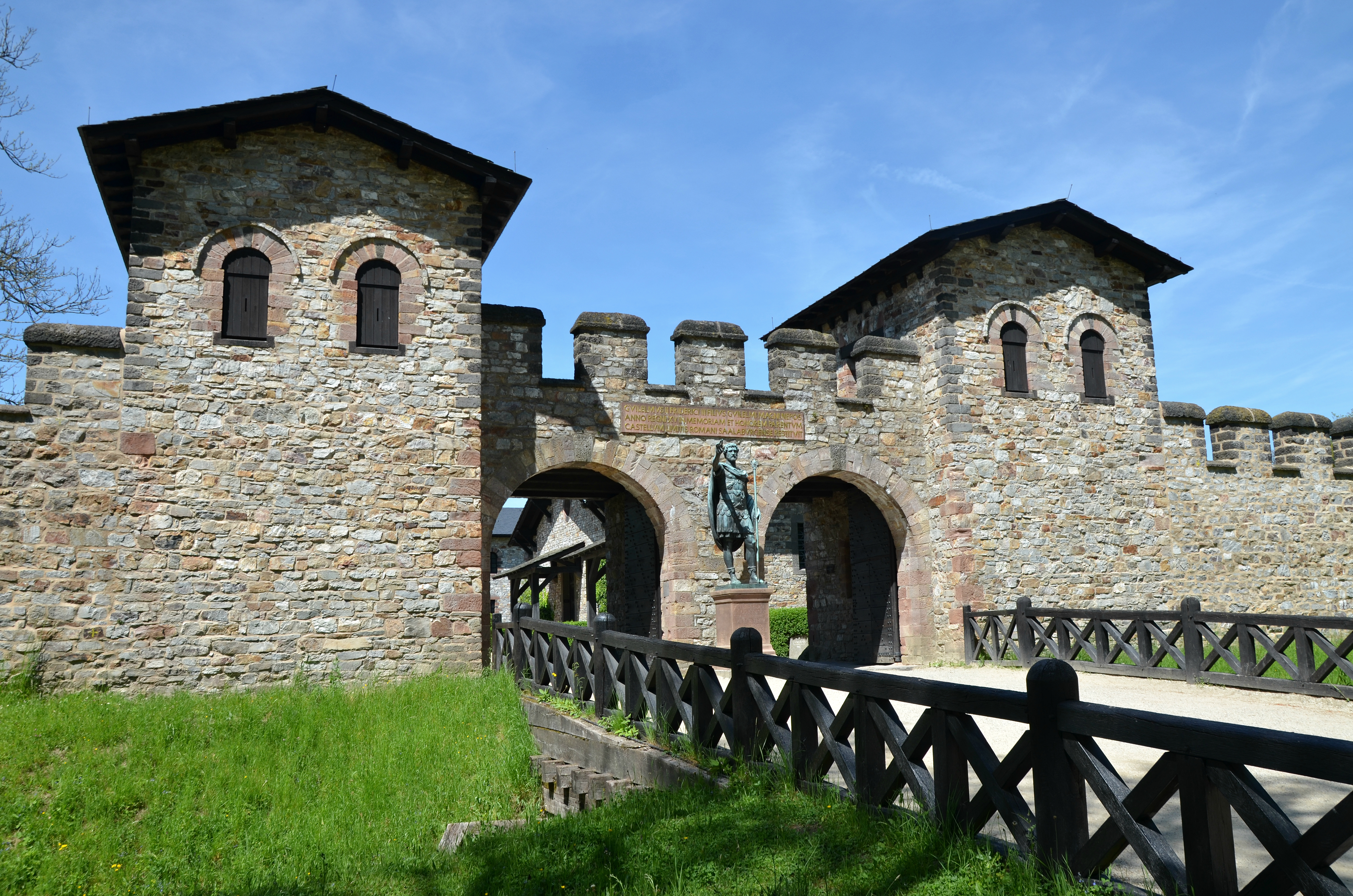
La porta principalis sinistra de Ala Nova habría parecido algo parecido a la de Saalburg.

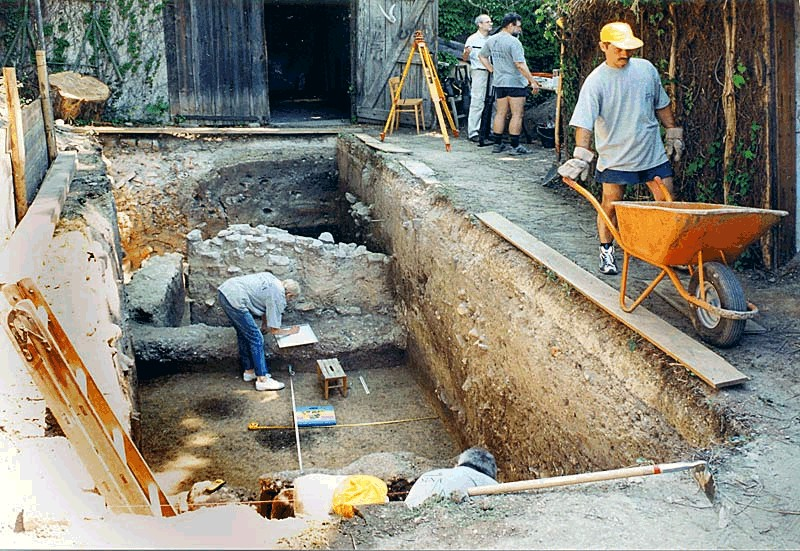
Sección de un resto de una muralla de dos épocas constructivas en el interior del fuerte.

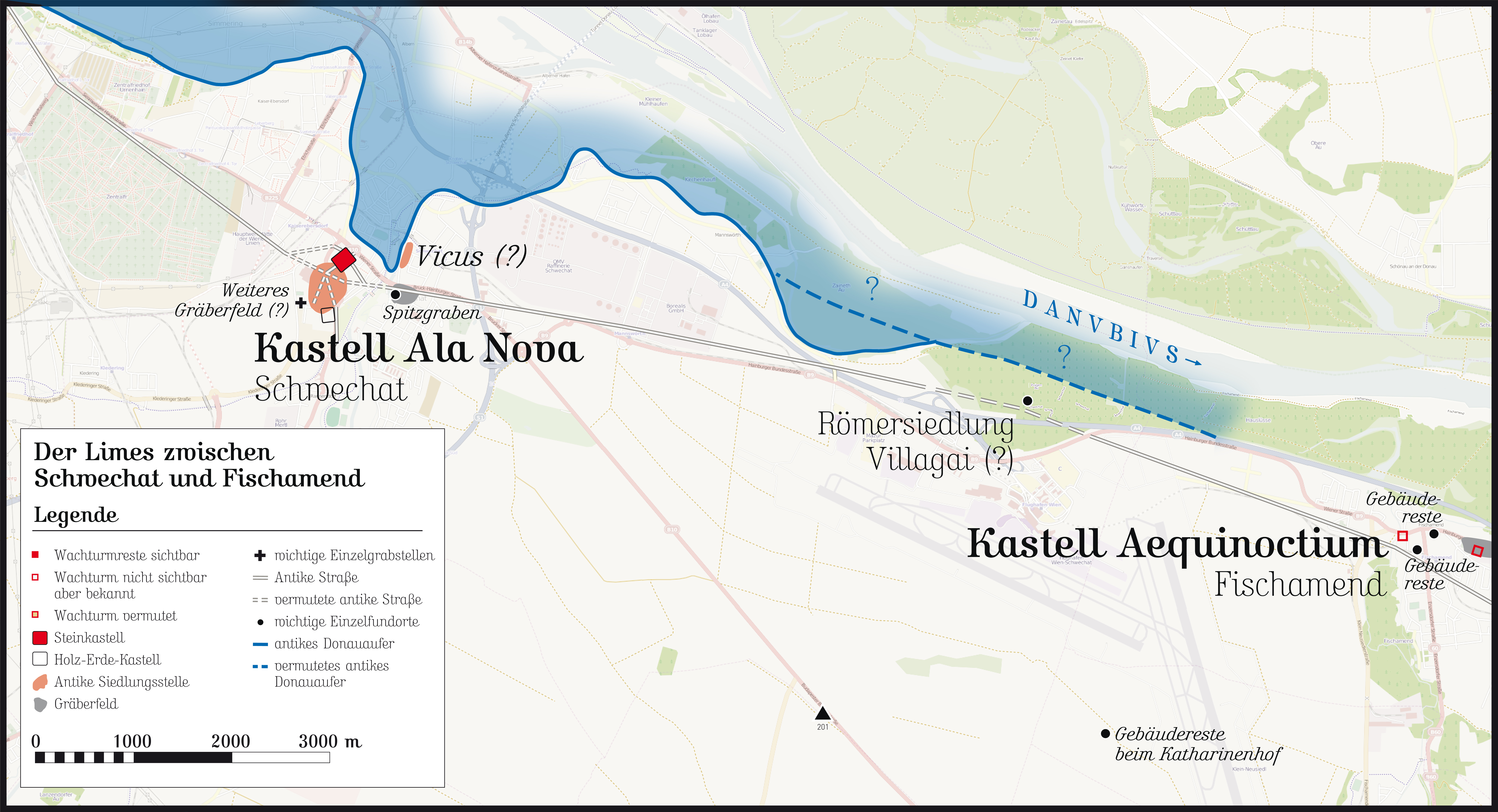
La ubicación de los fuertes en Schwechat y Fischamend con la carretera de Limes que los conecta

Los primeros indicios del pasado romano de Schwechat los proporcionó el Viaje a la Antigüedad de F. F. Wächter de 1821, en el que menciona "... antiguos muros en el cementerio de la iglesia de Schwechat". Los registros del notario de Schwechat Franz Schranzhofer muestran que en los años setenta del siglo XIX aún eran visibles restos de murallas romanas. En 1843 y 1844 se encontraron seis miliarios romanos en un pozo situado en el extremo occidental de la ciudad, que originalmente se encontraba a 21 millas romanas de Carnuntum. En 1879, durante un trabajo de campo cerca del cementerio de Schwechat en Frauenfeld, se descubrió una vasija de arcilla con forma de bulbo de 60 cm de altura que contenía un tesoro de monedas con unas 12.000 monedas de cobre con baño de plata del siglo IV (306 a 361 d. C.).

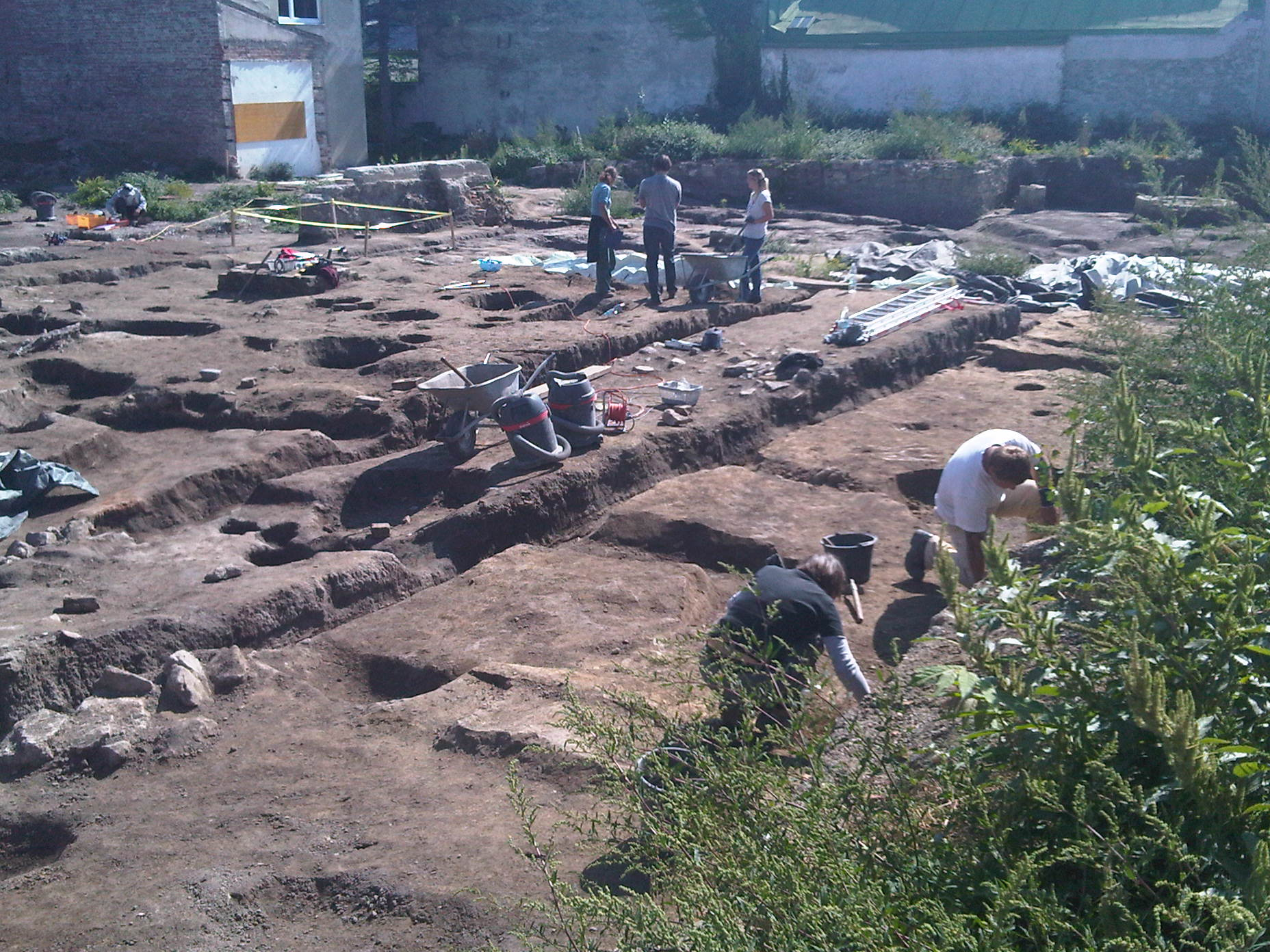
Zona de excavación entre Alanovaplatz y Wienerstraße 9/2010